# Eduard Prchal
Eduard Maximilian Prchal (ur. 1 stycznia 1911 w Dolnich Břežanach, zm. 4 grudnia 1984 w Calistodze) – czeski pilot, w czasie II wojny światowej służył w Royal Air Force. Jedyny ocalały z tzw. katastrofy gibraltarskiej.

## Życiorys

### Przed 1939
Nauki pobierał w szkole pilotażu w Prościejowie na Morawach. 28 lutego 1932 jako starszy szeregowiec-pilot wylądował samolotem AP-32-28, pomimo uszkodzonego śmigła. Uratował w ten sposób załogę i maszynę, za co został wyróżniony nagrodą w postaci srebrnego zegarka od ministra obrony narodowej. Po opuszczeniu wojska w latach 1937–1939 latał jako pilot transportowy w firmie Baťa.

### II wojna światowa
Po wybuchu II wojny światowej początkowo latał jako pilot myśliwski w kampanii francuskiej. W latach 1940–1942 pilotował myśliwce w Wielkiej Brytanii. Wiosną 1942 odbył specjalny kurs bombardowania nurkowego. W czerwcu 1942, na własne życzenie, został przeniesiony do lotnictwa transportowego. Początkowo służył w 24 dywizjonie w Hendon, a od listopada 1942 w dywizjonie 511. Uchodził wtedy za jednego z najlepszych dowódców liberatorów. Został zaangażowany do pilotowania samolotów transportujących najważniejsze osobistości. Przez dłuższy okres należał do grupy pięciu pilotów uprawnionych do nocnych lądowań w Gibraltarze.

#### Katastrofa w Gibraltarze
4 lipca 1943 wraz z Williamem S. Herringiem, jako drugim pilotem, pilotował liberatora, którym z Gibraltaru powracał generał Władysław Sikorski. Po 16 sekundach od startu samolot znalazł się w wodzie. Prchal został oficjalnie uznany za jedynego ocalałego uczestnika katastrofy. W przyszłości jego zeznania stały się podstawą stanowiska strony brytyjskiej w całej sprawie. Do końca wojny wielokrotnie pilotował samoloty z osobistościami na pokładzie.

### Okres powojenny
2 czerwca 1945 powrócił do Czechosłowacji. 5 czerwca urodziła się jego córka. Wkrótce rozpoczął pracę w ČSA. W lecie tego samego roku do kraju powróciła jego żona wraz z dzieckiem. Po przejęciu władzy przez czechosłowackich komunistów w 1948 roku zaczęli go nachodzić agenci służb bezpieczeństwa. Pojawiały się również plotki o jego śmierci. 30 września 1950 wraz z żoną zbiegł do Wielkiej Brytanii, a stamtąd do USA. Do 1967 pracował jako bibliotekarz. Zmarł w roku 1984, pochowano go w kwaterze czechosłowackiej na Brookwood Cemetery w angielskim hrabstwie Surrey.

## Kontrowersje
Kilkukrotnie zeznawał w sprawie katastrofy w Gibraltarze z 4 lipca 1943 roku. Pierwszy raz wystąpił przed brytyjską komisją śledczą działającą w okresie 7–23 lipca 1943. Zeznawał wówczas pod przysięgą i nie odmówił odpowiedzi na żadne pytanie, jednak sprawa do dziś budzi wątpliwości i jest przedmiotem niepotwierdzonych teorii spiskowych. Niewykluczone, że zeznania pilota były niejednoznaczne częściowo z powodu amnezji wstecznej. Prchal swoją wersję wypadków wielokrotnie jednak podtrzymywał.
Wątpliwości w odniesieniu do Prchala budzą w szczególności:
- kwestia blokady sterów – z jednej strony pilot utrzymywał, że stery były zablokowane w pozycji wznoszącej, z drugiej zaś mówił, że w pewnym momencie sam wyrównał lot, co potwierdzają zeznania świadków obserwujących liberatora z lądu[18]. Według jednak innych autorów, ewentualna niewiarygodność wersji Prchala o zablokowaniu sterów nie musi świadczy o celowej katastrofie, lecz mogła być subiektywnym wytłumaczeniem pilota, przyjętym przez komisję, a wypadek był spowodowany przez splot przyczyn, w szczególności start z lotniska o niedostatecznej długości pasa na przeładowanej maszynie[19].
- kwestia maewestki – Eduard Prchal nigdy wcześniej nie zakładał przed startem kamizelki ratunkowej. Miał ją jednak na sobie po wyłowieniu, całkowicie wypełnioną powietrzem i zapiętą zgodnie z instrukcją, co potwierdzili świadkowie. On sam utrzymywał, że nie przypomina sobie, kiedy ją założył, choć przytomność stracił dopiero po wyjściu na ląd. Sugeruje to, że Prchal wiedział, jak ma zakończyć się lot liberatora. Jeszcze kilkanaście lat po zdarzeniu Prchal unikał odpisywania na listy dotyczące tej sprawy, a gdy w grudniu 1968 występował w brytyjskiej Thames TV, odmówił włożenia kamizelki celem sprawdzenia, ile czasu mu to zajmie[20].

## Życie prywatne
Mąż Dolly Prchal, ojciec Eduardy Jany Prchal.